# 林清

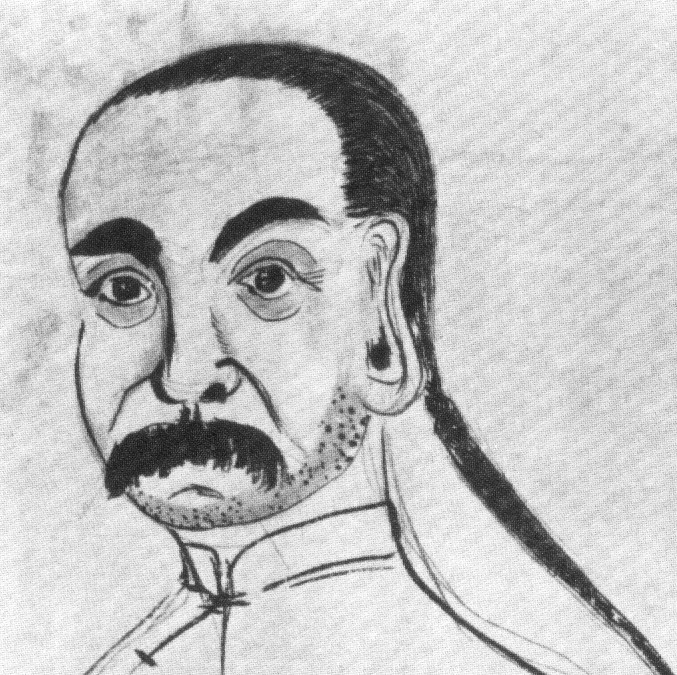
林清

林清（18世纪—1813年），又稱劉金刀、劉安國、劉林，順天府大興縣黄村宋家庄人，清朝政治人物，是嘉庆年間天理教起事的領導人。

## 生平
林清年少时，曾当过藥店店員、官府役夫及运粮船夫；嘉庆十一年（1806年）開始信仰八卦教，在其中甚為活躍成為地方宗教首領，自稱能預知未來，吸引了許多農民、商人以及下層官員等。他從入教者收取財物分配給貧民。1812年，與另一宗教首領李文成會見約定明年起事。
1813年9月14日，趁嘉慶帝至熱河舉行木蘭秋獵的時機，與200人教徒假裝商人潛入北京。9月15日，以「順天保民」、「順天开道」等旗號起事，在宮廷宦官內應的幫助下，直接攻擊紫禁城，皇次子綿寧（即道光帝）率軍隊抵抗。經兩日的對戰，林清教眾被消滅；林清被捕，凌遲處死，是為天理教起事，史稱“癸酉之变”。